# Christian Duguay
Pour les articles homonymes, voir Duguay.
Christian Duguay est un réalisateur et directeur de la photographie canadien, né en 1957 à Montréal (Québec, Canada).

## Filmographie

### Réalisateur

#### Cinéma
- 1991 : Scanners II : La Nouvelle Génération (vidéo)
- 1992 : Scanners III : Puissance maximum (vidéo)
- 1992 : Explosion immédiate (Live Wire)
- 1995 : Planète hurlante (Screamers)
- 1997 : Contrat sur un terroriste (The Assignment)
- 2000 : L'Art de la guerre (The Art of War)
- 2002 : The Extremists (Extreme Ops)
- 2007 : Suffer Island (Boot Camp)
- 2010 :  Pie XII, sous le ciel de Rome
- 2013 : Jappeloup
- 2015 : Belle et Sébastien : L'aventure continue
- 2017 : Un sac de billes
- 2022 : Tempête

#### Télévision

##### Séries télévisées
- 1988-1989 : Guillaume Tell (Crossbow) (16 episodes)
- 1990 : Le Voyageur (The Hitchhiker) (épisode Riding the Nightmare)
- 1991 : The Hidden Room (épisode To the Orchards)
- 1997 : Million Dollar Babies (mini-série, 2 épisodes)
- 1997 : Les Prédateurs (The Hunger) (épisode Red Light)
- 2005 : Trafic d'innocence (Human Trafficking) (mini-série, 4 épisodes)
- 2007 : Cane (pilote)
- 2009 : The Beautiful Life (pilote)
- 2010 : Augustine: The Decline of the Roman Empire (mini-série, 2 épisodes)
- 2011 : Cenerentola (it) (mini-série, 2 épisodes)

##### Téléfilms
- 1993 : Adrift
- 1993 : Mannequin le jour (es) (Model by Day)
- 1994 : L'Enfer blanc (Snowbound: The Jim and Jennifer Stolpa Story)
- 1994 : Million Dollar Babies
- 1999 : Jeanne d'Arc (Joan of Arc)
- 2003 : Hitler : La Naissance du mal (Hitler: The Rise of Evil)
- 2005 : Les Mensonges d'une mère (Lies My Mother Told Me)
- 2008 : Coco Chanel
- 2013 : Anna Karénine (Anna Karenina)

### Directeur de la photographie
- 1984 : Memoirs
- 1989 : Braxton
- 1997 : Contrat sur un terroriste (The Assignment)